# Versöhnungskirche (Hamburg-Eilbek)

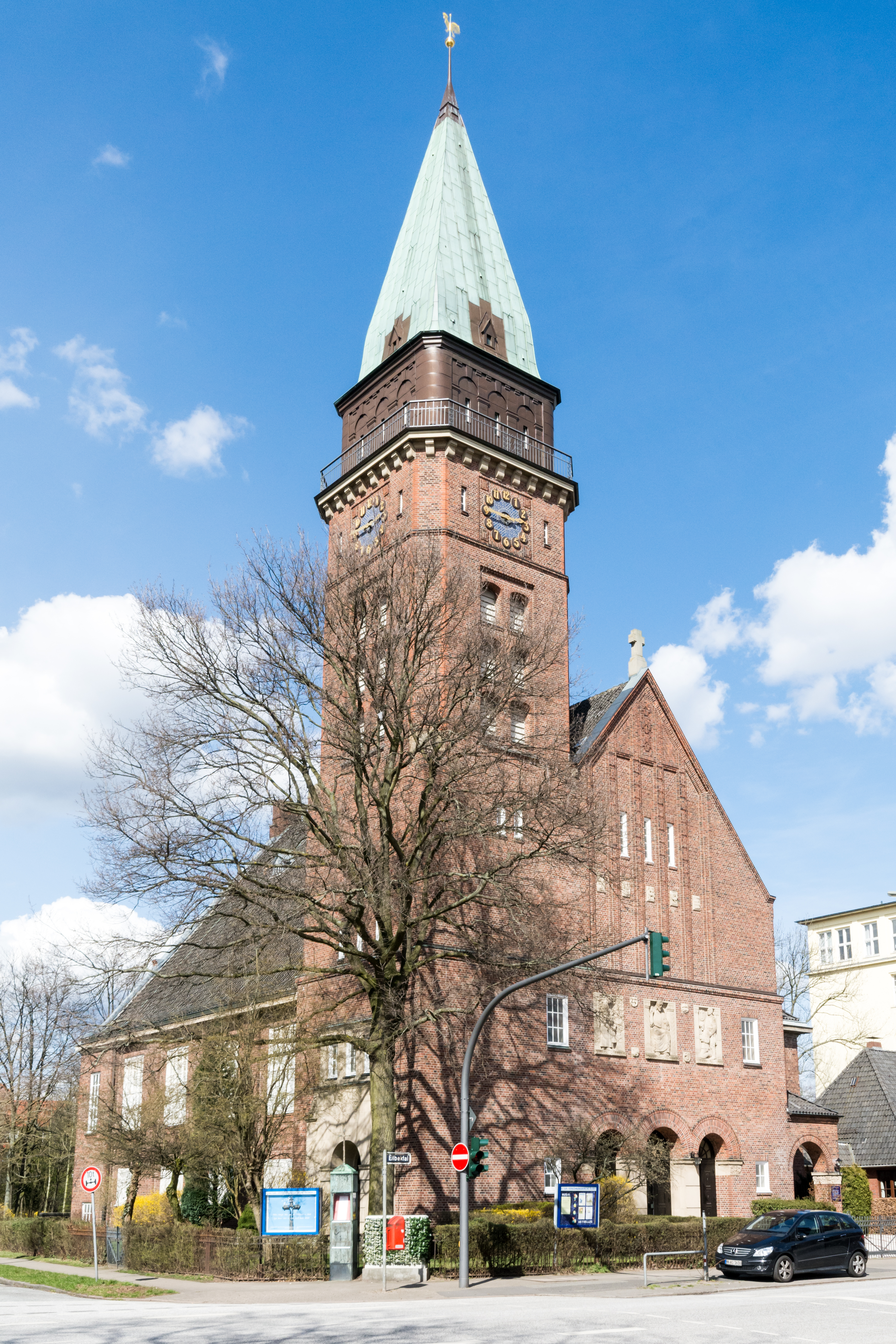
Versöhnungskirche (2015)

Die evangelisch-lutherische Versöhnungskirche im Hamburger Stadtteil Eilbek befindet sich an der Kreuzung Eilbektal 33 / Maxstraße 52, direkt am Eilbekkanal. Sie steht unter Denkmalschutz und gilt als „eine der reifsten Leistungen der Hamburger Reformarchitektur.“

## Geschichte

### Bau der Kirche
Die Friedenskirche in Eilbek hatte am Ende des 19. Jahrhunderts rund 30.000 Gemeindeglieder. Man überlegte, eine weitere Gemeinde in dem rasch wachsenden Stadtteil zu gründen und auch eine neue Kirche zu bauen. Am 6. Oktober 1906 wurde der Gemeinde das Grundstück an der Maxstraße übertragen, auf dem später die Versöhnungskirche erbaut wurde. Aber der Bau eines Gemeindehauses erschien dem Kirchenvorstand zunächst dringender. Dieses Bauvorhaben wurde im Jahr 1908 umgesetzt.
Fünf Entwürfe wurden für den Kirchenneubau eingereicht, und man entschied sich für den Entwurf von Fernando Lorenzen, der bereits das Pastorat erbaut hatte.
Die Grundsteinlegung für den Kirchenbau fand am 18. Juni 1916 mitten im Ersten Weltkrieg statt. Im Folgejahr stagnierten die Bauarbeiten, weil das Geld fehlte. Dach und Verglasung wurden provisorisch angefertigt. Am 1. Juli 1917 verfügte das Generalkommando einen Baustopp. Die Gerüste blieben bis lange nach Kriegsende stehen. Die Synode bewilligte Mittel zur Fortsetzung der Bauarbeiten, und da Lorenzen mittlerweile verstorben war, wurde Hermann Geißler als Architekt mit der Fertigstellung beauftragt.
Der Innenraum beruht auf einem Entwurf des Architekten Theodor Speckbötel. Er ist zeittypisch bis auf ein Tonnengewölbe mit Kassettendecke schlicht gehalten und besitzt an drei Seiten eine Empore.

### Kirchweihe
Der Kirchenvorstand beschloss am 5. September 1921, dem Neubau den Namen Versöhnungskirche zu geben. Er bezog sich dabei auf das Bibelwort 2. Kor 5,20. Pastor Julius Hahn schrieb dazu, dass die Kirche eigentlich den Namen Siegeskirche erhalten sollte. Er habe den Namen Versöhnungskirche vorgeschlagen, da er selbst geprägt worden sei durch das Buch Martin Kählers Von der Versöhnung. Am 6. November 1921 wurde die Einweihung der Kirche gefeiert. Die organisatorische Selbstständigkeit der Gemeinde mit einem eigenen Kirchenvorstand wurde am 1. Januar 1925 erreicht; im gleichen Jahr konnte auch der Bau des Kirchturms vollendet werden.

### Kriegsschäden

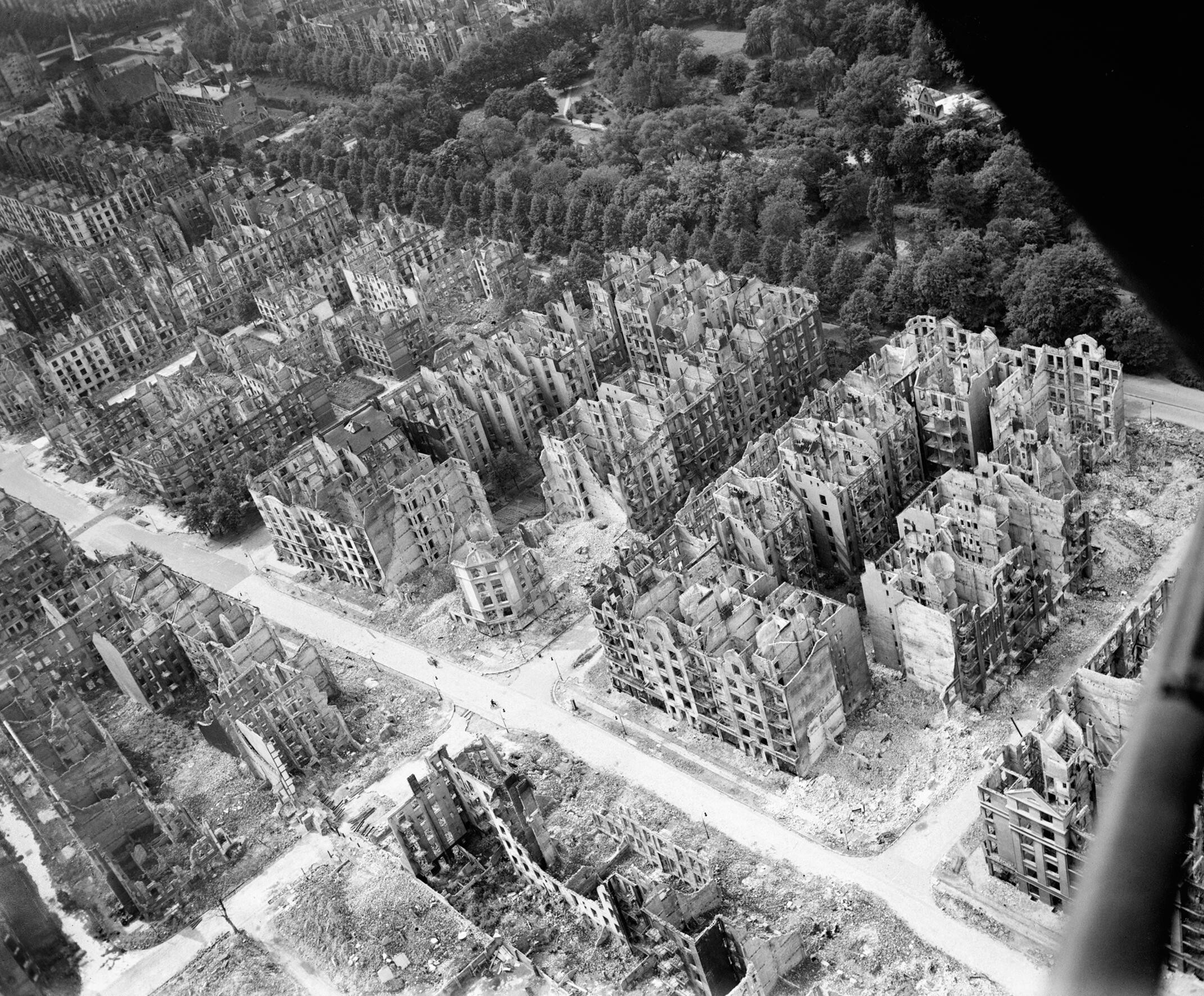
Blick auf Eilbek nach der Bombardierung 1943. Die Versöhnungskirche ist am oberen linken Bildrand zu erkennen

Bei der Operation Gomorrha wurde der Stadtteil Eilbek im Juli 1943 durch Bombardierungen zu einem Ruinenfeld. Die Versöhnungskirche hatte zwar Schäden davongetragen, aber der Innenraum blieb erhalten. Wo zuvor 25.000 Menschen gewohnt hatten, fanden nur noch wenige in Kellern und einzelnen stehengebliebenen Häusern Wohnraum. Die Bewohner der sogenannten Nissenhütten wurden zur neuen Gemeinde der Versöhnungskirche. Darüber hinaus wurde die Kirche aber auch von Bewohnern der weiteren Umgebung aufgesucht, deren Kirchen völlig zerstört worden waren.

## Baubeschreibung
Die Versöhnungskirche ist ein Betonbau mit Klinkerverblendung auf rechteckigem Grundriss. Mit diesem seinem letzten Kirchenbau wandte sich Lorenzen vom Historismus ab und orientierte sich an der von Fritz Schumacher vertretenen Reformarchitektur.

### Fassadenschmuck

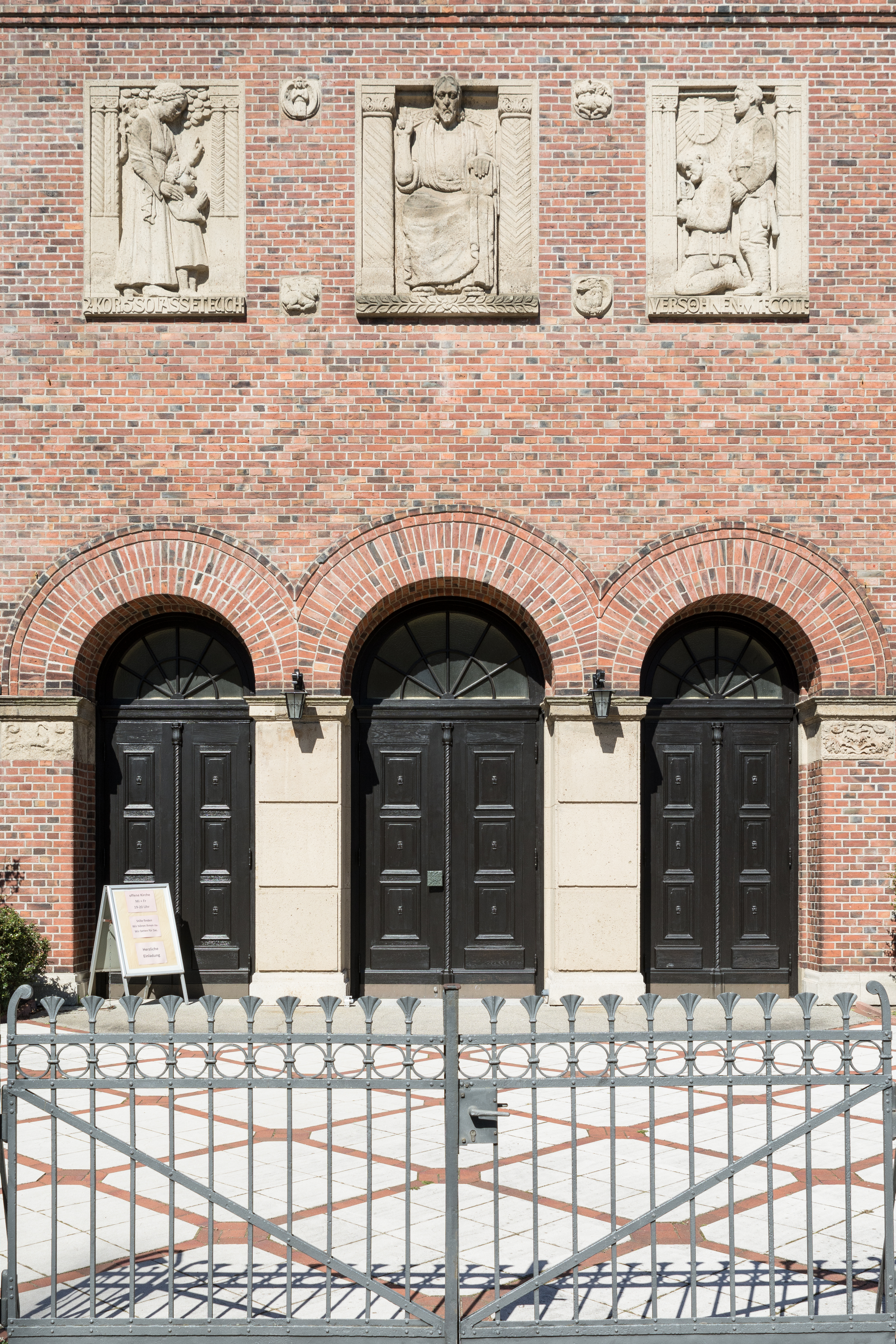
Skulpturen über dem Eingang

Die Reliefs über dem Haupteingang der Kirche schuf Wilhelm Rex im Jahr 1921: in der Mitte Jesus Christus, sitzend und mit segnend erhobener Hand, umgeben von vier kleinen Evangelisten-Medaillons, links von Christus eine Mutter mit Kind, rechts zwei Soldaten. Darunter ist der Bibelvers zu lesen, dem die Kirche ihren Namen verdankt: 2 Kor 5. So lasset euch versöhnen mit Gott.

### Inneneinrichtung
Nach dem Ende des Ersten Weltkriegs spendeten Gemeindeglieder für Fußboden, Kassettendecke und Kirchentüren, und allmählich wurde die Kirche fertiggestellt, wenn auch noch ohne Turm. Viele trugen dazu bei, dass die neue Kirche ihre Inneneinrichtung erhielt: „Die kirchliche Gemeinschaft übernahm den Altar, der Männerverein die Kanzel, der Freitagabend die Kandelaber im Altarraum, der Frauenverein die Paramente für Kanzel und Altar, die Frauenhilfe den Teppich für den Altarraum und die Kniekissen.“ Etwa 40 Frauen nähten den Altarteppich in Patchwork-Technik aus sternförmigen Teilen zusammen, die sie aus Soldatenmänteln und anderen Stoffresten ausgeschnitten hatten. Der geschnitzte Christus über dem Altar ist die Arbeit eines Gemeindeglieds, Carl Richter. Er fertigte außerdem den Schmerzensmann (nach Albrecht Dürer) für das Kanzelpult an.
Am westlichen Altarpfeiler wurde ein großes Bild von Rudolf Schäfer angebracht (Darstellung Jesu im Tempel). Zu den Ausstattungsstücken der Versöhnungskirche gehört auch ein Schiffsmodell, das zum Gebet für die Seefahrer aufrufen sollte.

### Glasfenster
Bis auf die beiden Hiobfenster wurden alle Buntglasfenster der Versöhnungskirche von der Glaserei Gebr. Kuball gefertigt.
Über dem Altar befinden sich fünf Glasfenster. Das mittlere stellt den erhöhten Christus mit segnend erhobenen Händen dar, links und rechts stehen die beiden Thronengel, und die beiden kleinen, äußeren Fenster zeigen die Gnadenmittel – links die Sakramente, rechts die Heilige Schrift.
- Fenster der Westempore: Hochzeit zu Kana, Verlorener Sohn, Barmherziger Samariter, „Lasset die Kindlein zu mir kommen“;
- Unter der Westempore: Heilige Nacht, Jesu Taufe, Sturmstillung, Emmausjünger;
- Fenster der Ostempore: Salbung Jesu, Jüngling zu Nain
- Außerdem eine Reihe von kleinen Wappenfenstern.

Zwei Fenster der Ostempore mussten nach den Zerstörungen des Zweiten Weltkriegs in den 1950er Jahren erneuert werden. Die Gemeinde entschied sich für Motive aus dem Buch Hiob: Ein Fenster stellt den Feuersturm dar, Hamburg ist kenntlich an den Türmen seiner Hauptkirchen. Am Himmel über der brennenden Stadt sind die vier Apokalyptischen Reiter zu sehen. In der Mitte der Szene ist Hiob umgeben von seinen Freunden dargestellt. Einer der Reiter zielt mit Pfeil und Bogen direkt auf ihn. Das andere Hiobfenster dagegen stellt den dankbaren Hiob nach dem Ende seiner Notzeit dar, umgeben von der ganzen Schöpfung. Der Künstler war Siegfried Assmann.

## Orgel
Die 1921 eingeweihte Orgel aus der Fertigung von Orgelbau Paul Rother steht auf einer der Emporen. Im Rahmen der Sanierung 1958 wurde die Orgel durch Emanuel Kemper renoviert und umgebaut. Nach dem Umbau waren nur noch wenige der ursprünglichen Register erhalten. Ihre Disposition lautet:
| I Hauptwerk C– |                |       |
| 1.             | Pommer         | 16′   |
| 2.             | Prinzipal      | 8′    |
| 3.             | Gemshorn       | 8′    |
| 4.             | Quintade       | 8′    |
| 5.             | Oktave         | 4′    |
| 6.             | Gedackt        | 4′    |
| 7.             | Quinte         | 2 ⁄3′ |
| 8.             | Oktave         | 2′    |
| 9.             | Mixtur VI–VIII |       |
| 10.            | Trompete       | 8′    |

| II Schwellwerk C– |                 |        |
| 11.               | Gedackt         | 16′    |
| 12.               | Schweizerpfeife | 8′     |
| 13.               | Holzflöte       | 8′     |
| 14.               | Prinzipal       | 4′     |
| 15.               | Strichflöte     | 4′     |
| 16.               | Nasat           | 2 ⁄3′  |
| 17.               | Blockflöte      | 2′     |
| 18.               | Terz            | 1 3⁄5′ |
| 19.               | Sedez           | 1′     |
| 20.               | Scharff V       |        |
| 21.               | Krummhorn       | 16′    |
| 22.               | Dulcian         | 8′     |
| 23.               | Regal           | 4′     |
|                   | Tremulant       |        |

| III Manual C– |                 |       |
| 24.           | Gedackt         | 8′    |
| 25.           | Rohrflöte       | 4′    |
| 26.           | Waldflöte       | 2′    |
| 27.           | Quinte          | 1 ⁄3′ |
| 28.           | Sesquialtera II |       |
| 29.           | Scharff III     |       |
| 30.           | Trechterregal   | 8′    |
|               | Tremulant       |       |

| Pedal C– |                          |     |
| 31.      | Prinzipal                | 16′ |
| 32.      | Subbass                  | 16′ |
| 33.      | Oktavbass                | 8′  |
| 34.      | Flötbass                 | 8′  |
| 35.      | Choralbass               | 4′  |
| 36.      | Nachthorn                | 2′  |
|          | Mixtur VI–VIII (= Nr. 9) |     |
| 37.      | Posaune                  | 16′ |
|          | Trompete (= Nr. 10)      | 8′  |

- Koppeln: I/II, I/II 4′, I/III II/III, I/P, II/P, III/P
- Spielhilfen: 3 freie Kombinationen, 2 freie Pedalkombinationen, Crescendowalze, Walze ab, Zungeneinzelabsteller

## Glocken
Im Turm der Versöhnungskirche hängen drei Stahlglocken, die 1916 vom Bochumer Verein für Gussstahlfabrikation gegossen wurden. Sie haben die Schlagtöne des', ges' und b', wobei die Schlagtöne der beiden kleinen etwas zu tief stehen. Ursprünglich sollten einmal vier Glocken im Turm Platz finden. Ein Kostenvoranschlag für eine vierte Glocke mit dem Schlagton e' sollte eingereicht werden. Jedoch kam es nie dazu und nun hängen die drei Glocken in einem zweigeschossigen Stahlglockenstuhl an geraden Stahljochen.
| Nr. | Schlagton       | Gewicht (kg) | Durchmesser (mm) | Gießer, Gussort                                        | Gussjahr | Inschrift |
| --- | --------------- | ------------ | ---------------- | ------------------------------------------------------ | -------- | --- |
| 1   | des1            | 1560         | 1560             | Bochumer Verein für Gussstahlfabrikation (BVG), Bochum | 1916     | Inschrift Schulter: „GEG. V. BOCHUMER VEREIN I. BOCHUM 1916.“ Inschrift Wolm: „VATER, ICH RUFE DICH!“                    |
| 2   | ges1 (vertieft) | 1080         | 1330             | Bochumer Verein für Gussstahlfabrikation (BVG), Bochum | 1916     | Inschrift Schulter: „GEG. V. BOCHUMER VEREIN I. BOCHUM 1916.“ Inschrift Wolm: „O LAND, LAND, LAND, HÖRE DES HERRN WORT!“ |
| 3   | b1 (vertieft)   | 560          | 1100             | Bochumer Verein für Gussstahlfabrikation (BVG), Bochum | 1916     | Inschrift Schulter: „GEG. V. BOCHUMER VEREIN I. BOCHUM 1916.“ Inschrift Wolm: „EHRE SEI GOTT IN DER HÖHE“                |